# Cuba nos Jogos Olímpicos de Verão de 2012
Cuba competiu nos Jogos Olímpicos de Verão de 2012, que aconteceram na cidade de Londres, no Reino Unido, de 27 de julho até 12 de agosto de 2012.

## Medalhas
| Atleta              | Esporte           | Evento                     | Medalha |
| ------------------- | ----------------- | -------------------------- | ------- |
| Leuris Pupo         | Tiro              | Tiro rápido 25 m masculino | Ouro    |
| Idalys Ortiz        | Judô              | Acima de 78kg feminino     | Ouro    |
| Mijain Lopez Nunes  | Luta Greco-romana | 120kg masculino            | Ouro    |
| Yarisley Silva      | Atletismo         | Salto com vara feminino    | Prata   |
| Asley Gonzalez      | Judô              | Até 77 kg masculino        | Prata   |
| Yanet Bermoy Acosta | Judô              | Até 52 kg feminino         | Prata   |
| Iván Cambar         | Halterofilismo    | Até 90 kg masculino        | Bronze  |
| Leonel Suarez       | Atletismo         | Decatlo masculino          | Bronze  |

## Desempenho

### Atletismo
Masculino
| Atleta            | Evento          | Preliminar | Preliminar | Quartas-de-final | Quartas-de-final | Semifinal | Semifinal | Final  | Final   |
| Atleta            | Evento          | Marca      | Posição    | Marca            | Posição          | Marca     | Posição   | Marca  | Posição |
| ----------------- | --------------- | ---------- | ---------- | ---------------- | ---------------- | --------- | --------- | ------ | ------- |
| Alexis Copello    | Salto triplo    | 16,79m q   | 11º        |                  |                  |           |           | 16,92m | 8º      |
| Arnie David Girat | Salto triplo    | 16,45m     | 16º        | Não avançou      | Não avançou      |           |           |        |         |
| Yoandris Betanzos | Salto triplo    | 16,22m     | 23º        | Não avançou      | Não avançou      |           |           |        |         |
| Víctor Moya       | Salto em altura | 2,21m      | 20º        | Não avançou      | Não avançou      |           |           |        |         |

### Boxe
Masculino
| Atleta         | Evento | Fase de 32           | Oitavas              | Quartas              | Semifinais           | Final                | Pos.        |
| Atleta         | Evento | Adversário resultado | Adversário resultado | Adversário resultado | Adversário resultado | Adversário resultado | Pos.        |
| -------------- | ------ | -------------------- | -------------------- | -------------------- | -------------------- | -------------------- | ----------- |
| Yosbany Veitia | -49 kg | AUS B. Ward V (26-4) | CHN S. Zou D (11-14) | Não avançou          | Não avançou          | Não avançou          | Não avançou |

### Halterofilismo
Masculino
| Atleta            | Evento | Arranque (kg) | Arremesso (kg) | Total (kg) | Posição           |
| ----------------- | ------ | ------------- | -------------- | ---------- | ----------------- |
| Sergio Álvarez    | -56kg  | 121,0         | DNF            | DNF        | DNF               |
| Yasmani Romero    | -56kg  | 112,0         | 146,0          | 258,0      | 11º               |
| Iván Cambar       | -77kg  | 155,0         | 194,0          | 349,0      | Medalha de bronze |
| Yoelmis Hernández | -85kg  | 163,0         | 205,0          | 368,0      | 7º                |

### Lutas
A Cuba conquistou três vagas na Copa do Mundo de Lutas de 2011, realizada em Istanbul, na Turquia, do dia 12 ao dia 18 de setembro de 2011.
- Categoria de peso -66 kg, na luta livre masculina;
- Categoria de peso -66 kg, na luta greco-romana masculina;
- Categoria de peso -120 kg, na luta greco-romana masculina.

### Natação
Masculino
| Atletas       | Evento      | Eliminatórias | Eliminatórias | Semifinal   | Semifinal   | Final       | Final       |
| Atletas       | Evento      | Tempo         | Posição       | Tempo       | Posição     | Tempo       | Posição     |
| ------------- | ----------- | ------------- | ------------- | ----------- | ----------- | ----------- | ----------- |
| Hanser Garcia | 50 m livre  | 22s45         | 23º           | Não avançou | Não avançou | Não avançou | Não avançou |
| Hanser Garcia | 100 m livre | 48s97         | 15º Q         | 48s04       | 3º Q        | 48s04       | 7º          |

### Remo
Masculino
| Equipe                             | Evento           | Eliminatórias | Eliminatórias | Repescagem | Repescagem | Quartas | Quartas  | Semifinal | Semifinal | Final   | Final                |
| Equipe                             | Evento           | Tempo         | Posição       | Tempo      | Posição    | Tempo   | Posição  | Tempo     | Posição   | Tempo   | Posição (Pos. final) |
| ---------------------------------- | ---------------- | ------------- | ------------- | ---------- | ---------- | ------- | -------- | --------- | --------- | ------- | -------------------- |
| Ángel Fournier                     | Skiff simples    | 6m46s35       | 2º Q          | BYE        | BYE        | 6m54s12 | 2º S A/B | 7m30s19   | 4º FB     | 7m11s17 | 1º (7º)              |
| Manuel Suarez Barrios Yunior Perez | Skiff duplo leve | 6m36s31       | 3º R          | 6m37s04    | 1º S A/B   |         |          | 6m52s26   | 6º FB     | 6m34s96 | 4º (10º)             |

### Taekwondo
A Cuba conseguiu vaga para três categorias de peso, conquistada na qualificatória pan-americana, realizado em Querétaro, no México:
- mais de 80 kg masculino;
- até 57 kg feminino;
- mais de 67 kg masculino.

### Tiro
Masculino
| Atleta                   | Evento           | Qualificação | Qualificação | Final       | Final       | Posição         |
| Atleta                   | Evento           | Placar       | Posição      | Placar      | Total       | Posição         |
| ------------------------ | ---------------- | ------------ | ------------ | ----------- | ----------- | --------------- |
| Leuris Pupo              | Tiro rápido 25 m | 586          | 3º           | 34          | 34          | Medalha de ouro |
| Guillermo Alfredo Torres | Skeet            | 110          | 30º          | Não avançou | Não avançou | 30º             |

### Tiro com arco
| Atleta              | Prova                | Rodada de classificação | Rodada de classificação | Ronda dos 64                              | Ronda dos 32           | Ronda dos 16           | Quartos-finais         | Semifinais             | Final                  | Final       |
| Atleta              | Prova                | Placar                  | Pos.                    | Adversário e resultado                    | Adversário e resultado | Adversário e resultado | Adversário e resultado | Adversário e resultado | Adversário e resultado | Pos.        |
| ------------------- | -------------------- | ----------------------- | ----------------------- | ----------------------------------------- | ---------------------- | ---------------------- | ---------------------- | ---------------------- | ---------------------- | ----------- |
| Juan Carlos Stevens | Individual masculino | 663                     | 34º                     | IND T. Rai D 2-0, 1-1, 2-0, 0-2, 0-2, 0-1 | Não avançou            | Não avançou            | Não avançou            | Não avançou            | Não avançou            | Não avançou |